# قرار مجلس الأمن التابع للأمم المتحدة رقم 1303
قرار مجلس الأمن التابع للأمم المتحدة 1303 ، الذي اتخذ بالإجماع في 14 يونيو 2000 ، بعد إعادة تأكيد جميع القرارات المتعلقة بالحالة في قبرص ، بما في ذلك القراران 1251 (1999) و 1283 (1999) ، مدد المجلس ولاية قوة الأمم المتحدة لحفظ السلام في قبرص لمدة ستة أشهر أخرى حتى 15 ديسمبر 2000.
وأحاط مجلس الأمن علما بالنداء الوارد في تقرير الأمين العام كوفي عنان للسلطات في قبرص وشمال قبرص لمعالجة الحالة الإنسانية على وجه السرعة. رحب المجلس أيضا بالجهود الرامية إلى توعية أفراد حفظ السلام التابعين للأمم المتحدة بالوقاية من فيروس نقص المناعة البشرية / الإيدز والأمراض الأخرى ومكافحتها.
وفي إطار تمديد ولاية قوة الأمم المتحدة لحفظ السلام في قبرص، طلب القرار إلى الأمين العام أن يقدم تقريرا إلى المجلس بحلول 1 ديسمبر 2000 بشأن تنفيذ القرار الحالي. كما اشار تقرير كوفى انان إلى تزايد الاتصالات بين الجانبين وان الوضع على طول خط وقف اطلاق النار مازال مستقرا. وأشار التقرير أيضا إلى تزايد الانتهاكات الجوية للمنطقة العازلة والتهديدات التي يتعرض لها حفظة السلام التابعين للأمم المتحدة.
وقد أثارت صياغة القرار 1303 نوعا من الجدل بعد أن أعربت السلطات القبرصية اليونانية عن قلقها من أنها تشير ضمنا إلى الاعتراف الضمني بشمال قبرص، وأنها عدلت فيما بعد. واحتجاجا على ذلك، تقدمت القوات التركية بنحو 300 متر في المنطقة العازلة بالقرب من ستروفيليا، وأنشأت نقطة تفتيش حدودية، ورفضت التحرك على الرغم من المناشدات التي تقدمت بها الأمم المتحدة.

## وصلات خارجية
- Text of the Resolution at undocs.org